# جورج هارولد والدو هاغ
جورج هارولد والدو هاغ (بالإنجليزية: George Harold Waldo Haag)‏ هو مهندس معماري أمريكي، ولد في 14 يوليو 1910 في فيلادلفيا في الولايات المتحدة، وتوفي في 1998.